# IRB Pacific Nations Cup 2012
L'IRB Pacific Nations Cup 2012 è stata la settima edizione dell'IRB Pacific Nations Cup, torneo di rugby che ha visto la partecipazione delle selezioni del Pacifico, si è disputata in Giappone e nelle Figi dal 5 al 23 giugno, precisamente nelle città di Tokyo (Stadio Principe Chichibu), Nagoya (Rugby Ground) e Lautoka (Churchill Park).
Vi hanno partecipato le stesse quattro nazioni delle due edizioni precedenti: Giappone, Tonga, Figi e Samoa.
Le quattro squadre si sono affrontate in un girone all'italiana con gare di sola andata e la vittoria è andata alle Samoa, in grado di sconfiggere tutte e tre le avversarie, seppur con vittorie risicate.

## Incontri
| Data           | Incontro         | Risultato | Sede    |
| -------------- | ---------------- | --------- | ------- |
| 5 giugno 2012  | Samoa ― Tonga    | 20–18     | Nagoya  |
| 5 giugno 2012  | Figi ― Giappone  | 25–19     | Nagoya  |
| 10 giugno 2012 | Figi ― Samoa     | 26–29     | Tokyo   |
| 10 giugno 2012 | Giappone ― Tonga | 20–24     | Tokyo   |
| 17 giugno 2012 | Samoa ― Giappone | 27–26     | Tokyo   |
| 17 giugno 2012 | Tonga ― Figi     | 17–29     | Lautoka |

## Classifica
|  | Classifica | G | V | N | P | PF | PS | diff. | BM | BS | PT |
|  | ---------- | - | - | - | - | -- | -- | ----- | -- | -- | -- |
|  | Samoa      | 3 | 3 | 0 | 0 | 76 | 70 | +6    | 0  | 0  | 12 |
|  | Figi       | 3 | 2 | 0 | 1 | 80 | 65 | +15   | 1  | 1  | 10 |
|  | Tonga      | 3 | 1 | 0 | 2 | 59 | 69 | -10   | 0  | 1  | 5  |
|  | Giappone   | 3 | 0 | 0 | 3 | 65 | 76 | -11   | 1  | 3  | 4  |